# 今津町 (兵庫県)
今津町（いまづちょう）は、兵庫県武庫郡に属していた町。現在の西宮市今津各町、津門各町、甲子園春風町、甲子園浜田町、甲子園砂田町、甲子園六石町、甲子園浦風町、甲子園高潮町、甲子園洲鳥町、甲子園網引町、上甲子園四・五丁目、深津町、高松町、高畑町などにあたる。
本項では町制施行前の今津村（いまづむら）についても述べる。

## 地理
- 河川：東川、津門川、久寿川

## 歴史
もとは摂津国武庫郡今津村と津門村。往古の港であった「津門」の浜側に新しく開けた港が「今津」とされる。
津門は武庫郡の郷名として『和名抄』にも見える古い地名で、『日本書紀』に見える「務古水門」「武庫水門」の比定地とする説もある。呉織・漢織伝承が伝わり、現行町名にも津門呉羽町・津門綾羽町がある。
今津は中国街道に沿う山側の北組と大阪湾に面する浜側の南組に分かれ、前者を今津村（上今津）、後者を今津浜村（下今津）とも称したが、江戸時代中期以降は今津村一村として扱われている。今津村南組が灘五郷のひとつ「今津郷」に該当し、1810年（文化7年）には長部家（現在の大関）五代目によって今津灯台が設置された。
西隣の西宮町との間に多少の飛錯地があったが、町村制施行時に解消されている。

### 沿革
- 1889年（明治22年）4月1日 - 町村制の施行により、武庫郡今津村、津門村、西宮町飛錯地が合併して今津村が発足。今津・津門の2大字を編成。
- 1921年（大正10年）9月1日 - 今津村が町制を施行して今津町となる。
- 1933年（昭和8年）4月1日 - 西宮市に編入。同日今津町廃止。

## 経済

### 産業
農業
『大日本篤農家名鑑』によれば、今津村の篤農家は「田中八十吉、野田六左衛門、池田三九郎、鷲尾幸治郎、京谷為助、溝口禎蔵、長部文治郎」などがいた。
企業
- 本辰酒造 - 設立は1915年[2]。

## 交通

### 鉄道路線
- 阪神電気鉄道
  - 本線
    - 久寿川駅 - 今津駅

  - 国道線
    - 津門駅 - 北今津駅
- 阪神急行電鉄（現・阪急電鉄）
  - 今津線
    - 今津駅 - 阪神国道駅

### 道路
- 阪神国道（国道2号）
- 中国街道（旧国道）